# Sol peruviano
Il Sol è una moneta peruviana. È suddivisa in 100 céntimo e il suo codice ISO 4217 è PEN.

## Storia
È stato introdotto il 1º luglio 1991 per sostituire l'incredibilmente inflazionato Inti, con un tasso di cambio di 1.000.000 a 1. Le prime monete furono coniate il 1º ottobre 1991 e le prime banconote il 13 novembre 1991. Le monete in circolazione sono da 1, 5, 10, 20 e 50 céntimo e 1, 2, 5 sol; le banconote esistono in tagli da 10, 20, 50, 100 e 200 sol.
A seguito di una norma approvata dal Congresso peruviano (Congreso de la República) per "agevolare le transazioni economiche e adeguarle alla realtà economica peruviana", il Nuevo Sol ha cambiato denominazione, semplificandola in "Sol". La legge è entrata in vigore il 15 dicembre 2015.